# حصن غات
حصن غات هو حصن يقع في قمة تل كوكيمن في غات، ليبيا. بنته القوات المسلحة العثمانية وأُعيد بنائه في الثلاثينات بعد دمار سببه المستعمر الإيطالي في ليبيا.

## الملخص
بنيت الدولة العثمانية الحصن خلال حكمهم في طرابلس وفزان، ودمرها المستعمر الإيطالي الذي احتل المدينة عام 1913. وليس مستبعداً أن الفرنسيين استعملوا الحصن خلال احتلالهم فزان (1943-1952) بعد هزيمة الإيطاليين في السنوات الأخيرة من الحرب العالمية الثانية. أُعيد بنائه ويُعد الآن من الوجهات السياحية المميزة في المدينة.

## الموقع
يمر الطريق المؤدي إلى الحصن بممرات المدينة الأثرية في غات، "اكرام"، يمكن بسهولة رؤية المدينة كلها ومزارع النخيل المجاورة من أعلى قمة حصن غات، بالإضافة إلى جبال أكاكوس، ومنحوتاته الصخرية الجذابة، وكثبان الرمال الذهبية، حيث يوجد نفق تحت الجدار الغربي للحصن يُعتقد أنه أُستعمل في الحالات الطارئة، مثل الحصارات.